# Молекулярная динамика Кара — Парринелло
Молекулярная динамика Ка́ра — Паррине́лло (англ. Car–Parrinello Molecular Dynamics; CPMD) — метод расчёта ab initio квантово-механической молекулярной динамики, а также одноимённый программный пакет, позволяющий производить такие расчёты. В отличие от классической молекулярной динамики молекулярная динамика Кара — Парринелло позволяет включать в расчёт взаимодействия электронов в расчётах энергии, силы и движения.